# Lasianthus membranaceus
Lasianthus membranaceus är en måreväxtart som beskrevs av Otto Stapf. Lasianthus membranaceus ingår i släktet Lasianthus och familjen måreväxter.

## Underarter
Arten delas in i följande underarter:
- L. m. firmus
- L. m. membranaceus